# Chlamydia trachomatis
Chlamydia trachomatis este o specie de bacterie Gram-negativă din genul Chlamydia, familia Chlamydiaceae, ordinul Chlamydiales. Este o bacterie patogenă umană obligatoriu intracelulară. Reprezintă cauza pentru boala infecțioasă denumită clamidioză, provocând și trahom, uretrită non-gonococică, cervicită, salpingită și chiar boala inflamatorie pelviană. C. trachomatis este cea mai comună cauză infecțioasă de apariție a orbirii și este bacteria cea mai transmisă prin contact sexual neprotejat.
Sinonime taxonomice sub care a mai fost cunoscută specia:
- Rickettsia trachomae (sic) Busacca 1935
- Rickettsia trachomatis (Busacca 1935) Foley and Parrot 1937
- Chlamydozoon trachomatis (Busacca 1935) Moshkovski 1945